# Maarja-Liis Ilus
Maarja-Liis Ilus (Tallinn, 1980. december 24. –) észt énekesnő.

## Életpályája
1996-ban kezdte el pályafutását, azóta Észtország legnépszerűbb énekesnőinek egyike.
1996-ban Ivo Linnával közösen Észtországot képviselte az 1996-os Eurovíziós Dalfesztiválon Kaaleakee hääl című számukkal. A dal 82 pontot szerzett, és az ötödik helyezést érte el. A következő évben Maarja egyedül képviselte Észtországot Keelatud maa című dalával, és nyolcadik lett.

## Színpadi szerepei
- Miss Saigon, Ellen (2002)
- A muzsika hangja, Maria (2003)
- Rent, Maureen Johnson (2004)
- Macskák, Grizabella (2005)
- Evita, Eva Perón (2009)

## Diszkográfia

### Stúdióalbumok
- 1996: Maarja-Liis
- 1997: First in Line
- 1997: Kaua veel
- 1997: First in Line (csak Japánban)
- 1998: Heart (csak Japánban)
- 2000: City Life
- 2005: Look Around
- 2006: Läbi jäätund klaasi
- 2008: Homme
- 2009: Jõuluingel
- 2012: Kuldne põld

### Kislemezek
- 1996: First in Line
- 1998: Hold Onto Love
- 1998: Hold Onto Love (csak Japánban)
- 2001: All the Love You Needed
- 2003: He Is Always On My Mind
- 2015: Tulilinnud
- 2015: Nii sind ootan

## Fordítás
- Ez a szócikk részben vagy egészben  a   Maarja-Liis Ilus című angol Wikipédia-szócikk ezen változatának fordításán alapul.  Az eredeti cikk szerkesztőit annak laptörténete sorolja fel. Ez a jelzés csupán a megfogalmazás eredetét és a szerzői jogokat jelzi, nem szolgál a cikkben szereplő információk forrásmegjelöléseként.